# 哈巴对囊蕨
哈巴对囊蕨（学名：Deparia wilsonii var. habaensis）也称哈巴蛾眉蕨，为蹄盖蕨科对囊蕨属下的一个变种。